# Сибли, Генри Хейстингс
Генри Хейстингс Сибли (англ. Henry Hastings Sibley; 20 февраля 1811 — 18 февраля 1891) — первый губернатор американского штата Миннесота, участвовал в подавлении Восстания сиу в 1862 году. В его честь назван один из городов Айовы.

## Ранние годы
Генри Хейстингс Сибли родился в городе Детройт, штат Мичиган, куда его родители переехали из Массачусетса. В 1828 году он начал работать клерком в Су-Сент-Мари, который в то время был одним из центров меховой торговли. С 1829 года Сибли трудился на Американскую меховую компания в Макино-Сити. В 1834 году он стал партнёром в компании и переехал в Миннесоту.
В 1836 году Сибли построил первый каменный дом на территории Миннесоты. Семь лет спустя, 2 мая 1843 года, он женится на Саре Джейн Стил, дочери генерала Джеймса Стила, командующего фортом Снеллинг. В 1862 году Сибли, вместе со своей семьёй, переезжает в Сент-Пол.

## Карьера

### Политическая карьера
В 1838 году Сибли был назначен первым мировым судьёй к западу от реки Миссисипи. Так началась его политическая карьера. Вскоре он был избран делегатом от Территории Висконсин в Конгресс США.
Сибли был членом Демократической партии. В 1858 году его избрали первым губернатором штата Миннесота. Он служил на этом посту с 24 мая 1858 года по 2 января 1860 года.

### Военная карьера

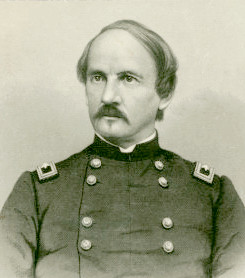
Сибли в мундире

После того, как началась Гражданская война, Сибли был назначен полковником милиции и был направлен в район реки Миннесоты. Он принял участие во многих боях с санти-сиу во время индейского восстания. Милицейские части Миннесоты смогли захватить в плен около 2000 индейцев, из которых впоследствии 321 человек были осуждены и 303 приговорены к смерти.
29 сентября 1862 года Сибли был произведён в ранг бригадного генерала добровольцев. В 1863 году он возглавил карательную экспедицию против сиу на Территории Дакота. Во время этой кампании Сибли одержал ряд побед над индейцами.
После окончания Гражданской войны в августе 1866 года он был освобождён от командования частями добровольцев.

## Поздние годы
После ухода из армии Сибли принимал участие в переговорах с индейцами. Позднее он занял пост президента торгово-промышленной палаты в Сент-Поле. Сибли также возглавлял многие крупные корпорации в Миннесоте, стал президентом Исторического общества Миннесоты.
Генри Хейстингс Сибли скончался 18 февраля 1891 года и был похоронен на кладбище Окленд в Сент-Поле, Миннесота.
В его честь был назван город в Айове.